# SaarLorLux-Ticket

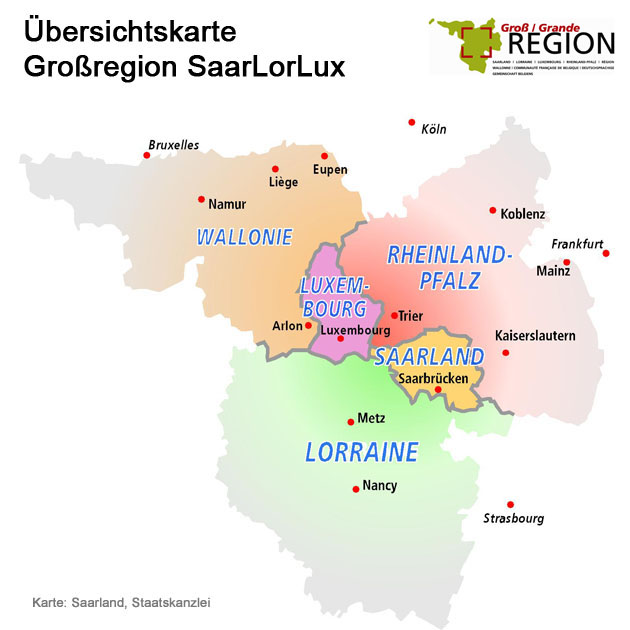
Karte der Großregion SaarLorLux

Das SaarLorLux-Ticket ist eine an einem Tag gültige Zeitkarte für das Saar-Lor-Lux-Gebiet. Das Ticket ist als ein Ergebnis der Zusammenarbeit des Bundeslandes Saarland, des Staates Luxemburg, der Region Lothringen, der Société nationale des chemins de fer français (SNCF), der Chemins de Fer Luxembourgeois (CFL) und der DB AG entstanden. Es wurde am 30. Mai 1999 eingeführt, der Preis betrug damals 30 DM für die erste Person und 15 DM für jede weitere Person.
Das Ticket wird auf einer Website der DB AG als ein „internationales Schönes-Wochenende-Ticket“ bezeichnet. Es ist in folgenden Gebieten in der zweiten Wagenklasse gültig:
- Deutschland: Alle Züge des Nahverkehrs der DB Regio im Saarland, darüber hinaus die Regionalzüge Saarbrücken-Trier und einige lokale Regionalbahnen im Grenzgebiet. Zwischen Saarbrücken und Frankreich sowie Trier und Luxemburg auch ohne Aufpreis in InterCity- bzw. EuroCity-Zügen.
- Frankreich: Alle Züge innerhalb von Lothringen, außer ICE und TGV
- Luxemburg: Alle Züge des Landes, außer ICE und TGV

Das Ticket gilt an einem Samstag oder Sonntag bis drei Uhr des Folgetages. Die erste Person ab dem sechsten Lebensjahr bezahlt den vollen Preis von 27 €, bis vier Mitfahrer pro Person nur 11 €. Bei Kauf am Schalter wird pro Ticket ein Aufpreis von zwei Euro erhoben (Stand März 2025).